# Prix littéraires du Gouverneur général 1953
Liste des Prix littéraires du Gouverneur général pour 1953, chacun suivi du gagnant.

## Anglais
- Prix du Gouverneur général : romans et nouvelles de langue anglaise : David Walker, Digby.
- Prix du Gouverneur général : poésie ou théâtre de langue anglaise : Douglas LePan, The Net and the Sword.
- Prix du Gouverneur général : études et essais de langue anglaise : N.J. Berrill, Sex and the Nature of Things et J.M.S. Careless, Canada, A Story of Challenge.
- Prix du Gouverneur général : littérature jeunesse de langue anglaise - texte : John F. Hayes, Rebels Ride at Night.